# 5 карбованців «Великий палац у Петродворці»
Великий палац у Петродворці (рос. Большой дворец в Петродворце) — ювілейна монета СРСР вартістю 5 карбованців, випущена 15 березня 1990 року. Великий Петергофський палац — основна будівля Петергофського палацово-паркового ансамблю в місті Петергофі на південному березі Фінської затоки, в 29 км від Санкт-Петербурга. Спочатку досить скромний царський палац, споруджений у стилі «петровського бароко» в 1714—1725 роках за проектом І. Браунштейна, Ж. Б. Леблона, а потім Н. Мікетті. В 1745—1752 рр. був перебудований Єлизаветою за моделлю Версаля — в так званому стилі зрілого бароко. Довжина зверненого до моря фасаду — 268 м. Є частиною Державного художньо-архітектурного палацово-паркового музею-заповідника «Петергоф».

## Історія
З 1988 року випускалася серія монет номіналом у 5 карбованців, присвячена старовинним містам, пам'яткам архітектури, історичним місцям Росії. Ця серія монет випускалася аж до 1991 року. Монета карбувалася на Ленінградському монетному дворі (ЛМД).

## Опис та характеристики монети
| Номінал крб. | Метал                 | Маса грам | Діаметр мм. | Гурт                           | Тираж штук               |
| ------------ | --------------------- | --------- | ----------- | ------------------------------ | ------------------------ |
| 1            | мідно-нікелевий сплав | 19,8      | 35          | гладкий із заглибленим написом | 3 000 000 400 000 (пруф) |

### Аверс
У верхній частині диска — Державний герб Союзу Радянських Соціалістичних Республік (являє собою зображення серпа і молота на фоні земної кулі, в променях сонця і в обрамленні колосся, перев'язаних п'ятнадцятьма витками стрічки); під гербом — напис «СССР», знизу — велика цифра «5», під нею — півколом розміщено слово «РУБЛЕЙ», ще нижче уздовж канта знаходиться дата випуску монети — «1990».

### Реверс
У центрі — зображення панорами Великого палацу з каскадом фонтанів. Під ним напис «ПЕТРОДВОРЕЦ». У верхній частині уздовж зовнішнього ободку монети півколом напис «БОЛЬШОЙ ДВОРЕЦ», під ним дата в два рядки — «XVIII—XIX вв.», обрамлена старовинним візерунком.

### Гурт
Два вдавлені написи «ПЯТЬ РУБЛЕЙ», між ними дві вдавлені п'ятикутні зірки.

## Автори
- Художник: А. В. Бакланов
- Скульптор: С. М. Іванов

## Вартість монети
Ціну монети — 5 карбованців встановив Держбанк СРСР у період реалізації монети через його філії. Сучасна вартість монети звичайного випуску серед колекціонерів України (станом на 2014 рік) становить понад 40 гривень.